# دوري الدرجة الأولى الأرجنتيني 1998–99
دوري الدرجة الأولى الأرجنتيني 1998–99 (بالإسبانية: Campeonato de Primera División 1998-99)‏ هو الموسم 69 من دوري الدرجة الأولى الأرجنتيني. أشرف على تنظيمه اتحاد الأرجنتين لكرة القدم، وكان عدد الأندية المشاركة فيه 20، وفاز فيه بوكا جونيورز.